# Gãy dương vật
Gãy dương vật là hiện tượng vỡ một hoặc cả hai màng bao xơ (bao trắng), vốn là các lớp phủ xơ bao bọc thể hang của dương vật người. Nó được gây ra bởi ngoại lực tác động nhanh chóng vào một dương vật đang cương cứng, thường là trong giao hợp âm đạo, hoặc do thủ dâm quá tích cực. Nó đôi khi cũng liên quan đến một phần hoặc hoàn toàn vỡ niệu đạo hoặc chấn thương dây thần kinh lưng, tĩnh mạch và động mạch.

## Dấu hiệu và triệu chứng
Có âm thanh gãy rắc hoặc nứt vỡ, gây đau đáng kể, dương vật sưng tấy, bầm tím, mất cương cứng ngay lập tức dẫn đến sự xìu xuống nhanh chóng, và khối máu tụ ở dương vật với các kích cỡ khác nhau, chúng thường liên quan đến hoạt động tình dục.

## Nguyên nhân

Mặt cắt ngang của dương vật người

Gãy dương vật là một tình trạng lâm sàng tương đối không phổ biến. Giao hợp âm đạo và thủ dâm quá tích cực là những nguyên nhân phổ biến nhất. Một nghiên cứu năm 2014 về hồ sơ tai nạn và cấp cứu tại ba bệnh viện ở Campinas, Brazil, cho thấy rằng người phụ nữ ở các tư thế bên trên gây ra nguy cơ lớn nhất, còn với tư thế cổ điển là an toàn nhất. Các nghiên cứu phỏng đoán rằng khi đối tác tiếp nhận tình dục nằm/ngồi trên, họ thường kiểm soát các chuyển động và không thể làm gián đoạn chuyển động khi dương vật bị lệch. Ngược lại, khi đối tác thâm nhập kiểm soát chuyển động, họ có cơ hội dừng lại tốt hơn để đáp ứng với nỗi đau do dương vật lệch hướng, và do đó giảm thiểu tác hại.
Việc thực hành taqaandan (tên khác: taghaandan) cũng khiến nam giới có nguy cơ bị gãy dương vật. Taqaandan, xuất phát từ một từ tiếng Kurd có nghĩa là "bấm", liên quan đến việc uốn phần trên của dương vật cương cứng trong khi giữ phần dưới của thể hang cố định, cho đến khi một tiếng tách từ dương vật được nghe thấy và cảm nhận. Taqaandan được cho là không đau và đã được so sánh với việc bẻ đốt ngón tay của một người, nhưng việc thực hành taqaandan đã dẫn đến sự gia tăng tỷ lệ gãy dương vật ở miền tây Iran. Taqaandan được thực hiện để làm dương vật bớt cương cứng.